# James Macpherson
James Macpherson (skotsk gælisk Seumas Mac a' Phearsain eller Seumas MacMhuirich; født 27. oktober 1736, død 17. februar 1796) var en skotsk poet, kendt som forfalskeren af digterværket Ossians sange.
Macpherson var en mangesidig forfatter, der har skrevet digte, flyveskrifter, historiske værker, udgivet en oversættelse af Homer osv.; men alt dette er glemt, og han nævnes nu kun som udgiveren af Ossians sange. Dette værk består af følgende dele: Fragments of Ancient Poetry collected in the Highlands of Scotland and translated from the Gaelic or Erse Language, der udkom 1760, samt Fingal, som han efter en rejse i højlandene udgav 1762, og Temora 1763. Macpherson udgav disse værker for at være oversættelse af digte af den keltiske barde Ossian. 
Der rejste sig dog snart tvivl om deres ægthed, en tvivl, der holdt sig, skønt Macpherson fremlagde gæliske digte som originaler og testamenterede 1000 £ til udgivelse af disse; de udkom også 1807. Imidlertid synes det, at Macpherson på grundlag af enkelte gæliske fragmenter har fabrikeret disse originaler, og der kan i vor tid næppe være tvivl om, at Ossian væsentlig må betragtes som et litterært falsum.
Men netop dette, at digtene må anses for Macphersons egne, viser ham som en betydelig digter. Trods alle anakronismer og en tit udtalt sentimentalitet er der ikke ringe stemning over digtene, og deres prosa hæver sig ofte til stor skønhed. Det tungsindige skotske landskab, hvor vinden hyler over heder og moser og jager tunge skyer over en truende lav himmel, danner en ypperlig baggrund for de melankolske skildringer.
Ossian har også i litteraturhistorien sin store betydning som udslag af den nyvakte interesse for fortiden og som banebrydende for den naturskildrende digtning. Den gjorde uhyre virkning rundt om i Europa på den unge slægt, blev oversat alle vegne, også til dansk af St. St. Blicher 1807-09 og senere i metrisk form af forfatteren og oversætteren Frederik Ludvig Mynster.